# Natica stellata
Natica stellata (denominada, em inglês, starry moon snail, stellate moon shell ou stellate sand snail) é uma espécie predadora de molusco gastrópode marinho do oeste do oceano Pacífico, pertencente à família Naticidae da ordem Littorinimorpha. Foi classificada por C. Hedley, em 1913, no texto "Studies on Australian Mollusca, part XI"; publicado nos Proceedings of the Linnean Society of New South Wales. 38(2); páginas 258-339, pls 16-19. Alguns autores citam, em livro, Chenu, 1845; porém isto foi suprimido, para fins de nomenclatura binomial, pela Comissão Internacional de Nomenclatura Zoológica, baseando-se em uma obra de Martyn, "The Universal Conchologist", publicada em 1786 e que Chenu republicara. Trata-se de uma espécie coletada para a alimentação e para fins de colecionismo ou comércio de souvenirs.

## Descrição da concha e hábitos
Concha de coloração alaranjada a amarelada, com manchas brancas e irregulares em sua superfície polida e arredondada, de acabamento fosco; dotada de espiral baixa e com até 4.5 centímetros de comprimento, quando desenvolvida. Por baixo é visível um umbílico profundo, próximo à sua columela branca e ao seu lábio externo, que é fino; com abertura, próxima, também branca e com nuances em rosa. Opérculo calcário, fechando totalmente a abertura semicircular da sua concha.
A espécie vive em substrato arenoso que vai da marca da maré baixa, na zona entremarés, até uma profundidade de 20 metros.

## Distribuição geográfica
Natica stellata ocorre no Pacífico Ocidental, entre o Japão, Filipinas e Indonésia, no Sudeste Asiático, até Melanésia e Queensland, na costa nordeste da Austrália, Oceania.